# 쓰키다촌 (니가타현)
쓰키다촌(槻田村)은 니가타현 미나미칸바라군에 설치되었던 촌이다.